# Le Chaland qui passe
Le Chaland qui passe est l'adaptation en français par André de Badet de la chanson italienne, Parlami d'amore, Mariù de Cesare Andrea Bixio et Ennio Neri, chantée pour la première fois par Vittorio De Sica dans le film Les Hommes, quels mufles ! (1932). 
Avec le texte français, qui ne traduit pas la chanson italienne, la chanson interprétée par Lys Gauty obtient un grand succès en 1933. 
En 1934, les distributeurs du film L'Atalante de Jean Vigo décident de renommer le film Le Chaland qui passe afin de profiter du succès de la chanson (le film étant par la suite retitré L'Atalante). 

## Reprises
La chanson est reprise dès 1934 par Tino Rossi. Elle est interprétée également par Odette Barancey, Patachou, Suzy Delair, Juliette Gréco, Émile Prud'homme et Jean Lumière. 